# Lijst van professionele wielerploegen in 2024
Hieronder volgt een lijst van officieel door de UCI geregistreerde wielerploegen in 2024. Alleen World Tour-ploegen, professionele continentale ploegen en Women's World Tour-ploegen zijn opgenomen in de lijst. Continentale ploegen maken geen onderdeel uit van deze lijst.

## UCI WorldTeamswielerploegen
Dit seizoen zijn er net als in het voorgaande jaar achttien ploegen die in alle wedstrijden mogen starten. Er zijn zes ploegen die ten opzichte van 2023 een naamsverandering ondergingen.
| Ploeg                      | Land                         | Renners | Fietsmerk        | UCI-Code | Sinds |
| -------------------------- | ---------------------------- | ------- | ---------------- | -------- | ----- |
| Alpecin-Deceuninck         | België                       | 30      | Canyon           | ADC      | 2023  |
| Arkéa-B&B Hotels           | Frankrijk                    | 29      | Bianchi          | ARK      | 2023  |
| Astana Qazaqstan           | Kazachstan                   | 29      | Wilier Triestina | AST      | 2005  |
| Bahrain Victorious         | Bahrein                      | 27      | Merida           | TBV      | 2017  |
| BORA-hansgrohe             | Duitsland                    | 29      | Specialized      | BOH      | 2010  |
| Cofidis                    | Frankrijk                    | 30      | LOOK             | COF      | 1997  |
| Decathlon AG2R La Mondiale | Frankrijk                    | 29      | Van Rysel        | DAT      | 2000  |
| EF Education-EasyPost      | Verenigde Staten             | 30      | Cannondale       | EFE      | 2005  |
| Groupama-FDJ               | Frankrijk                    | 27      | Wilier Triestina | GFC      | 1997  |
| INEOS Grenadiers           | Verenigd Koninkrijk          | 29      | Pinarello        | IGD      | 2010  |
| Intermarché-Wanty          | België                       | 28      | CUBE             | IWA      | 2008  |
| Lidl-Trek                  | Verenigde Staten             | 28      | Trek             | LTK      | 2010  |
| Movistar Team              | Spanje                       | 30      | Canyon           | MOV      | 2004  |
| Soudal-Quick Step          | België                       | 27      | Specialized      | SOQ      | 2003  |
| Team DSM-Firmenich PostNL  | Nederland                    | 28      | Scott            | DFP      | 1998  |
| Team Jayco AlUla           | Australië                    | 30      | Giant            | JAY      | 2012  |
| Team Visma\|Lease a Bike   | Nederland                    | 27      | Cervélo          | TVL      | 1996  |
| UAE Team Emirates          | Verenigde Arabische Emiraten | 30      | Colnago          | UAD      | 1992  |

## UCI ProTeamswielerploegen
Dit seizoen zijn er zeventien ProTeams. Bolton Equities Black Spoke en Human Powered Health stopten als ploegen aan het eind van het vorige seizoen. TDT-Unibet Cycling Team kreeg in 2024 voor het eerst de ProTeam-status.
| Ploeg                         | Land             | Renners | Fietsmerk   | UCI-Code | Sinds |
| ----------------------------- | ---------------- | ------- | ----------- | -------- | ----- |
| Bingoal WB                    | België           | 21      | De Rosa     | BWB      | 2011  |
| Burgos-BH                     | Spanje           | 22      | BH          | BBH      | 2008  |
| Caja Rural-Seguros RGA        | Spanje           | 22      | MMR         | CJR      | 2000  |
| Equipo Kern Pharma            | Spanje           | 24      | Giant       | EKP      | 2020  |
| Euskaltel-Euskadi             | Spanje           | 21      | Orbea       | EUS      | 2018  |
| Israel-Premier Tech           | Israël           | 30      | Factor      | IPT      | 2015  |
| Lotto-Dstny                   | België           | 29      | Orbea       | LTD      | 1985  |
| Q36.5 Pro Cycling Team        | Zwitserland      | 27      | Scott       | Q36      | 2023  |
| TDT-Unibet Cycling Team       | Nederland        | 21      | Cannondale  | TDT      | 2023  |
| Team Corratec-Vini Fantini    | Italië           | 22      | Corratec    | COR      | 2022  |
| Team Flanders-Baloise         | België           | 20      | Eddy Merckx | TFB      | 2003  |
| Team Novo Nordisk             | Verenigde Staten | 20      | Argon 18    | TNN      | 2008  |
| Team Polti Kometa             | Italië           | 20      | Aurum       | EOK      | 2018  |
| TotalEnergies                 | Frankrijk        | 23      | ENVE        | TEN      | 2000  |
| Tudor Pro Cycling Team        | Zwitserland      | 28      | BMC         | TUD      | 2019  |
| Uno-X Mobility                | Noorwegen        | 30      | Dare        | UXT      | 2010  |
| VF Group-Bardiani CSF-Faizanè | Italië           | 23      | De Rosa     | GBF      | 1982  |

## UCI Women's WorldTeamswielerploegen
Het aantal World Tourploegen is gelijkgebleven ten opzichte van 2023. De Amerikaanse ploeg EF Education-TIBCO-SVB is weggevallen en de ploegen Liv en Jayco AlUla zijn gefuseerd. Nieuw in de World Tour zijn de Belgische ploeg AG Insurance-Soudal en het Duitse Ceratizit-WNT.
| Ploeg                     | Land                         | Rensters | Fietsmerk   | UCI-Code | Sinds |
| ------------------------- | ---------------------------- | -------- | ----------- | -------- | ----- |
| AG Insurance-Soudal       | België                       | 15       | Specialized | AGS      | 2019  |
| Canyon-SRAM               | Duitsland                    | 15       | Canyon      | CSR      | 2002  |
| Ceratizit-WNT Pro Cycling | Duitsland                    | 15       | Orbea       | WNT      | 2016  |
| FDJ-SUEZ                  | Frankrijk                    | 16       | Lapierre    | FST      | 2006  |
| Fenix-Deceuninck          | België                       | 19       | Canyon      | FED      | 2020  |
| Human Powered Health      | Verenigde Staten             | 16       | Factor      | HPH      | 2013  |
| Lidl-Trek                 | Verenigde Staten             | 19       | Trek        | LTK      | 2019  |
| Liv AlUla Jayco           | Australië                    | 16       | Liv         | LAJ      | 2012  |
| Movistar Team             | Spanje                       | 15       | Canyon      | MOV      | 2018  |
| Roland                    | Zwitserland                  | 12       | Pinarello   | CGS      | 2018  |
| Team dsm-firmenich PostNL | Nederland                    | 18       | Scott       | DFP      | 2010  |
| Team SD Worx-Protime      | Nederland                    | 16       | Specialized | SDW      | 2010  |
| Team Visma\|Lease a Bike  | Nederland                    | 14       | Cervélo     | TVL      | 2021  |
| UAE Team ADQ              | Verenigde Arabische Emiraten | 16       | Colnago     | UAD      | 2011  |
| Uno-X Mobility            | Noorwegen                    | 17       | Dare        | UXM      | 2022  |

Alpecin-Deceuninck · Arkéa-B&B Hotels · Astana Qazaqstan · Bahrain Victorious · BORA-hansgrohe · Cofidis · Decathlon AG2R La Mondiale · EF Education-EasyPost · Groupama-FDJ · INEOS Grenadiers · Intermarché-Wanty · Lidl-Trek · Movistar Team · Soudal Quick-Step · dsm-firmenich PostNL · Jayco AlUla · UAE Team Emirates · Visma-Lease a Bike
Bingoal WB · Burgos-BH · Caja Rural-Seguros RGA · Equipo Kern Pharma · Euskaltel-Euskadi · Israel-Premier Tech · Lotto Dstny · Polti Kometa · Q36.5 Pro Cycling Team · TDT-Unibet Cycling Team · Team Corratec-Vini Fantini · Team Flanders-Baloise · Team Novo Nordisk · TotalEnergies · Tudor Pro Cycling Team · Uno-X Mobility · VF Group-Bardiani CSF-Faizanè
AG Insurance-Soudal · Canyon//SRAM · Ceratizit-WNT Pro Cycling · dsm-firmenich PostNL · FDJ-SUEZ · Fenix-Deceuninck · Human Powered Health · Lidl-Trek · Liv AlUla Jayco · Movistar · Roland · SD Worx-Protime · UAE Team ADQ · Uno-X Mobility · Visma|Lease a Bike